# 이집트 신왕국
이집트 신왕국(New Kingdom of Egypt)은 때때로 이집트 제국이라고 불리며, 고대 이집트의 역사에서 기원전 16세기부터 기원전 11세기까지의 시기를 말하며 18왕조, 19왕조, 20왕조를 포함한다. 신왕국(기원전 1570~1070년)은 제2중간기에 뒤이어 이루어졌고, 제3중간기가 그 뒤를 이었다. 신왕국은 이집트의 가장 번영한 시기였으며 그 세력이 아래의 수단을 점령할 정도로 큰 전성기를 맞이했다. 아흐모세 1세 때는 힉소스를 몰아내고 하트셉수트 때는 푼트 원정대를 보냈다. 투트모세 3세때는 정복사업으로 시리아, 수단 등을 정복했다.그뒤를 이어서 아멘호테프 3세때 번영을 맞이했다. 하지만 그 후로 이집트 제18왕조는 몰락하고 이집트 제19왕조가 등장했다. 세티 1세, 람세스 2세가 되고 이집트 제20왕조가 시작되고 람세스 시대가 됐다.